# ActivePerl
ActivePerl（アクティブパール）とは、ActiveState 社が提供している Perl のディストリビューションである。主にWindows環境で利用される（macOS, Linux, Solaris, HP-UX, AIX 版も存在する）。
PPM (Perl Package Manager) と呼ばれる独自のパッケージマネージャが附属しており、PPMリポジトリと呼ばれるサーバからPerlモジュールをダウンロードし、インストール・アンインストールなどが行える。各モジュールはプラットフォーム固有の設定やXSコードのコンパイルが済んだ状態で配布されているので、CPANからインストールする場合に比べてインストールが容易な反面、必ずしも最新版のモジュールが利用できないというデメリットもある。CPANからインストールすることもできるが、Unix系のアーカイバやコンパイラなどが必要である（ただし、従来は自力で用意する必要があったが、現在（v5.10.1以降）は、初めてcpanを起動すると自動的に導入されるので、多少ハードルは下がった）。
Windows版には WSH でPerlを利用できるようにする PerlScript や IIS にPerlを組み込む Perl for ISAPI など、プラットフォーム固有のプラグインも同梱されている。